# Teste ale relativității generale
Testele relativității generale servesc la stabilirea dovezilor observaționale pentru teoria relativității generale. Primele trei teste, propuse de Einstein în 1915, au vizat precesia „anomală” a periheliului lui Mercur, curbarea luminii în câmpurile gravitaționale și deplasarea spre roșu gravitațională. Precesia lui Mercur era deja cunoscută; experimente care arată o ușoară curbare a luminii în conformitate cu predicțiile relativității generale au fost efectuate în 1919, cu măsurători din ce în ce mai precise în testele ulterioare; iar oamenii de știință au susținut că au măsurat deplasarea spre roșu gravitațională în 1925, deși măsurătorile suficient de sensibile pentru a confirma efectiv teoria nu au fost făcute până în 1954. Un program cu mai multă acuratețe început din 1959 a testat relativitatea generală în limita câmpului gravitațional slab, limitând sever posibilele abateri de la teorie.
În anii '70, oamenii de știință au început să facă teste suplimentare, începând cu măsurarea de către Irwin Shapiro a întârzierii relativiste a timpului de deplasare a semnalului radar în apropierea soarelui. Începând cu 1974, Hulse, Taylor și alții au studiat comportamentul pulsarilor binari care se confruntă cu câmpuri gravitaționale mult mai puternice decât cele găsite în Sistemul Solar. Atât în limita câmpului slab (ca în Sistemul solar), cât și în câmpurile mai puternice prezente în sistemele de pulsari binare, predicțiile relativității generale au fost extrem de bine testate.
În februarie 2016, echipa Advanced LIGO a anunțat că au detectat în mod direct unde gravitaționale dintr-o fuziune a găurilor negre. Această descoperire, împreună cu detecții suplimentare anunțate în iunie 2016 și iunie 2017, au testat relativitatea generală în limita unui câmp foarte puternic, respectând până în prezent nici o abatere de la teorie.

## Teste clasice
Albert Einstein a propus trei teste ale relativității generale, numite ulterior „teste clasice” ale relativității generale.
1. precesia periheliului orbitei lui Mercur
2. devierea luminii de către Soare
3. deplasarea spre roșu gravitațională a luminii

În scrisoarea către The Times din 28 noiembrie 1919, el a descris teoria relativității și a mulțumit colegilor săi englezi pentru înțelegerea și testarea activității sale. El a menționat, de asemenea, trei teste clasice cu comentarii:
„Atracția principală a teoriei constă în completitudinea ei logică. Dacă una dintre concluziile trase din ea se dovedește greșită, trebuie abandonată; modificarea ei fără a distruge întreaga structură pare să fie imposibilă.”

### Precesia periheliului lui Mercur

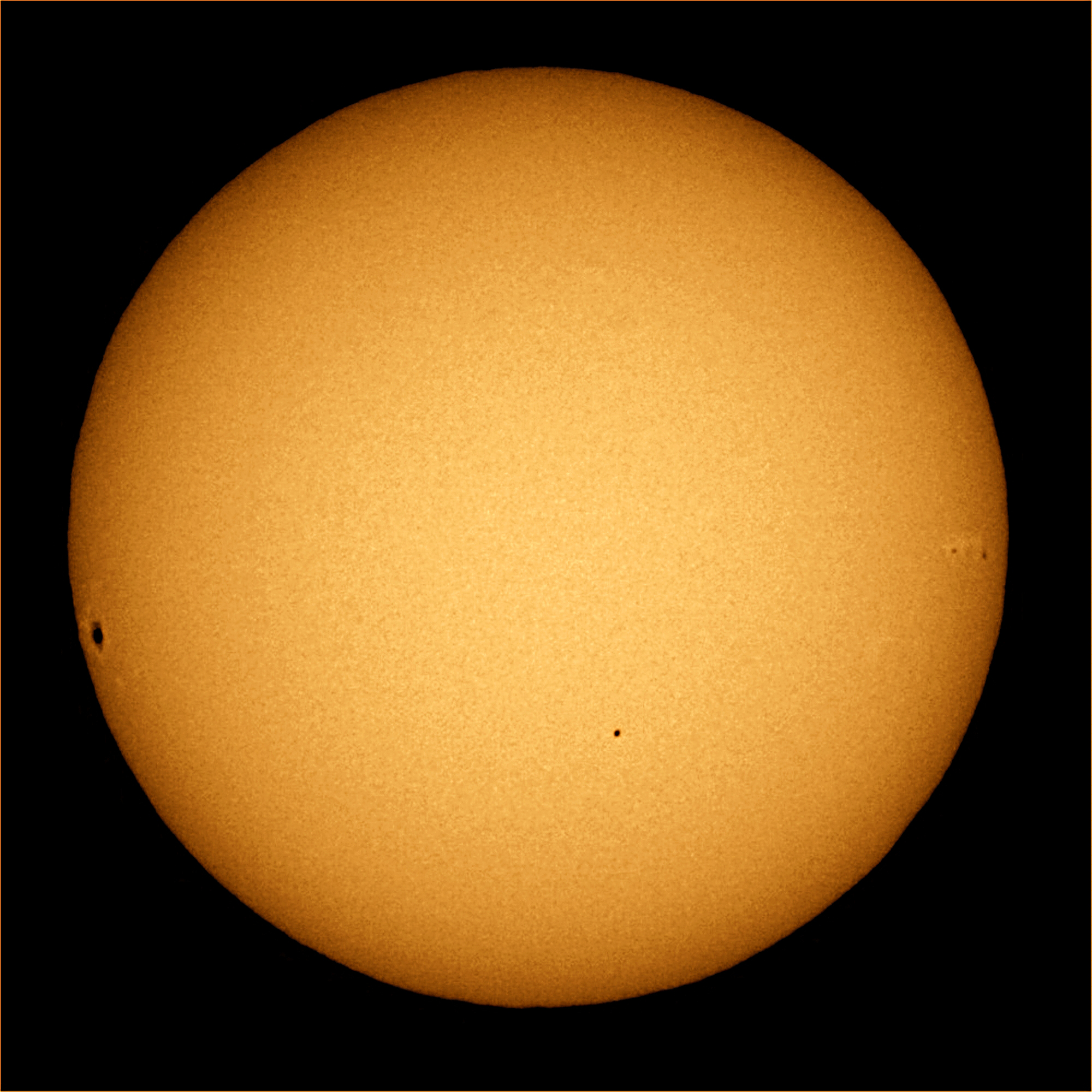
Tranzitul lui Mercur la 8 noiembrie 2006 cu petele solare #921, 922 și 923

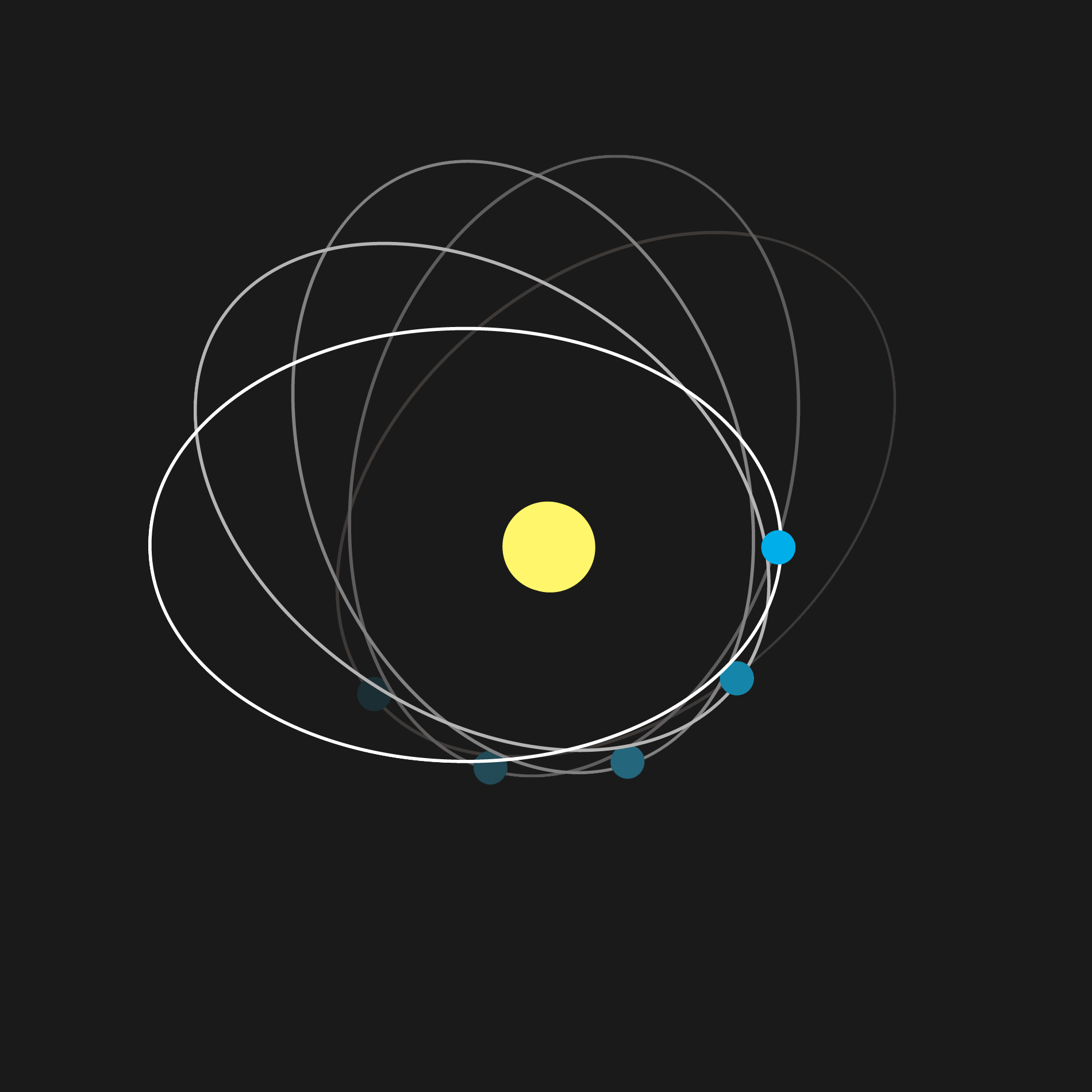
Precesia periheliului lui Mercur

În conformitate cu fizica newtoniană, un sistem cu două corpuri format dintr-un singur obiect orbitând o masă sferică ar urma o elipsă. Punctul cel mai apropiat, numit periheliu (sau, deoarece corpul central din Sistemul Solar este Soarele, perihelion), este fix. O serie de efecte în Sistemul Solar determină periheliile planetelor să aibă precesie (să se rotească) în jurul Soarelui. Cauza principală este prezența altor planete care perturbă orbita celuilalt. Un alt efect (mult mai puțin semnificativ) este aplatizarea solară.
Mercur se abate de la precesiunea prevăzută de aceste efecte newtoniene. Această rată anormală de precesie a periheliului orbitei lui Mercur a fost recunoscută pentru prima dată în 1859 ca o problemă în mecanica cerească, de către Urbain Le Verrier. Reanaliza sa a observațiilor disponibile a tranzitului lui Mercur pe discul Soarelui, din 1697 până în 1848, a arătat că rata reală a precesiunii era în dezacord cu cea prevăzută de teoria lui Newton cu 38″ (arc secunde) pe secol tropic (mai târziu re-estimată la 43″ de Simon Newcomb în 1882). Au fost propuse un număr ad hoc de soluții în cele din urmă nereușite, care aveau 
tendința de a introduce mai multe probleme.
În relativitatea generală, această precesie rămasă sau schimbarea orientării elipsei orbitale în planul ei orbital se explică prin gravitația mediată de curbura spațiu-timp. Einstein a arătat că relativitatea generală este în acord cu cantitatea observată de deplasare a periheliului. Acesta a fost un factor puternic care a motivat adoptarea relativității generale.
Deși măsurătorile anterioare ale orbitelor planetare au fost făcute folosind telescoape convenționale, măsurători mai exacte sunt acum făcute cu radarul. Precesiunea totală observată a lui Mercur este de 574,10″ ± 0,65 pe secol în raport cu ICRF inerțial. Această precesie poate fi atribuită următoarelor cauze:
| Valoare (arcsec/secol iulian) | Cauză                                                                                    |
| ----------------------------- | ---------------------------------------------------------------------------------------- |
| 532,3035                      | Atracția gravitațională a altor corpuri solare                                           |
| 0,0286                        | Aplatizarea Soarelui                                                                     |
| 42,9799                       | Efecte gravitoelectrice (asemănătoare cu Schwarzschild), efect al Relativității generale |
| −0.0020                       | precesia Lense–Thirring                                                                  |
| 575,31                        | Total prevăzut                                                                           |
| 574,10±0.65                   | Observat                                                                                 |

Corecția cu 42,98″ este de 3/2 multiplu al predicției clasică cu parametri PPN (formalismul post-newtonian parametrizat) {\displaystyle \gamma =\beta =1}. Astfel, efectul poate fi explicat pe deplin prin relativitate generală. Calcule mai recente bazate pe măsurători mai precise nu au schimbat semnificativ situația.
În relativitatea generală, deplasarea periheliului σ, exprimată în radieni per revoluție, este dată aproximativ de:
{\displaystyle \sigma ={\frac {24\pi ^{3}L^{2}}{T^{2}c^{2}(1-e^{2})}}\ ,}
unde L este axa semi-majoră,  T este perioada sinodică, c este viteza luminii și e este excentricitatea orbitală.
Celelalte planete se confruntă și ele cu schimbări de periheliu, dar, deoarece sunt mai îndepărtate de Soare și au perioade mai lungi, schimbările lor sunt mai mici și nu au putut fi observate cu exactitate decât la mult timp după Mercur. De exemplu, deplasarea periheliului pe orbita Pământului datorită relativității generale este de 3,84″ pe secol, iar la Venus este de 8,62″. Ambele valori au fost acum măsurate, cu rezultate în acord cu teoria. Schimbarea periapsisului a fost, de asemenea, măsurată acum pentru sistemele binare pulsare, PSR 1913+16 ridicându-se la 4,2º pe an. Aceste observații sunt în concordanță cu relativitatea generală.
De asemenea, este posibil să se măsoare deplasarea periapsisului în sistemele de stele binare care nu conțin stele ultra-dense, dar este mai dificil să modeleze efectele clasice cu exactitate – de exemplu, alinierea spinului stelelor la planul lor orbital trebuie să fie cunoscut și este greu de măsurat direct. Câteva sisteme, cum ar fi DI Herculis, au fost măsurate drept cazuri de testare pentru relativitatea generală.

### Devierea luminii de către Soare

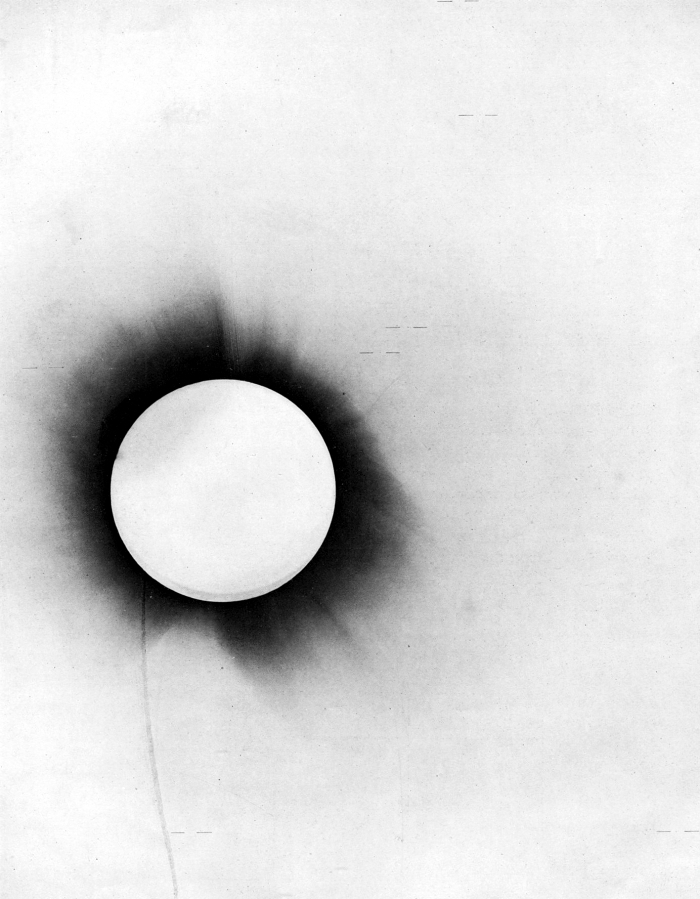
Una dintre fotografiile lui Eddington despre experimentul eclipsei solare din 1919, prezentată în lucrarea sa din 1920.

Henry Cavendish în 1784 (într-un manuscris nepublicat) și Johann Georg von Soldner în 1801 (publicat în 1804) au subliniat că gravitația newtoniană prezice că lumina stelară se va curba în jurul unui obiect masiv.. Valoarea calculată în baza teoriei Newtoniene a gravitației alcătuia 0,87". Aceeași valoare ca a lui Soldner a fost calculată de Einstein în 1911 doar pe baza principiului echivalenței. Totuși, Einstein a remarcat în 1915 în procesul de finalizare a relativității generale, că rezultatul său din 1911 (și deci rezultatul lui Soldner din 1801) este doar jumătate din valoarea corectă. Einstein a devenit primul care a calculat valoarea corectă pentru curbarea luminii: 1,75 arcsecunde pentru lumina care atinge Soarele.
Prima observație a devierii luminii a fost realizată prin notarea schimbării poziției stelelor pe măsură ce treceau pe lângă Soare pe sfera cerească. Observațiile au fost efectuate de Arthur Eddington și colaboratorii săi în timpul eclipsei solare totale din 29 mai 1919, când au putut fi observate stelele din apropierea Soarelui (la acea vreme, din constelația Taurul). Observațiile au fost făcute simultan în orașele Sobral, Ceará, Brazilia și în São Tomé și Príncipe, pe coasta de vest a Africii. Rezultatul a fost considerat o știre spectaculoasă și a făcut prima pagină a majorității ziarelor importante. Acesta a făcut ca Einstein și teoria sa despre relativitatea generală să fie celebre în întreaga lume. Când a fost întrebat de asistentul său care ar fi fost reacția lui dacă nu ar fi fost confirmată relativitatea generală de către Eddington și Dyson în 1919, Einstein a făcut faimoasa afirmație: „Atunci mi-ar fi părut rău pentru bunul Dumnezeu. Teoria este oricum corectă”.
Cu toate acestea, precizia inițială a fost slabă. Unii, au afirmat că rezultatele au fost afectate de eroarea sistematică și, posibil de bias de confirmare, deși reanaliza modernă a setului de date sugerează că analiza lui Eddington a fost corectă. Măsurarea a fost repetată de o echipă a Observatorului Lick la eclipsa din 1922, cu rezultate care au fost în acord cu rezultatele din 1919 și a fost repetată de mai multe ori, în special în 1953 de către astronomii Observatorului Yerkes și în 1973 de o echipă de la Universitatea din Texas. În aceste măsurători a rămas o incertitudine considerabilă timp de aproape cincizeci de ani, până când au început observațiile la frecvențele radio. În timp ce Soarele este prea aproape pentru ca un inel Einstein să se întindă în afara coronei sale, un astfel de inel format prin devierea luminii de la galaxii îndepărtate a fost observat pentru o stea din apropiere.

### Deplasarea spre roșu gravitațională a luminii

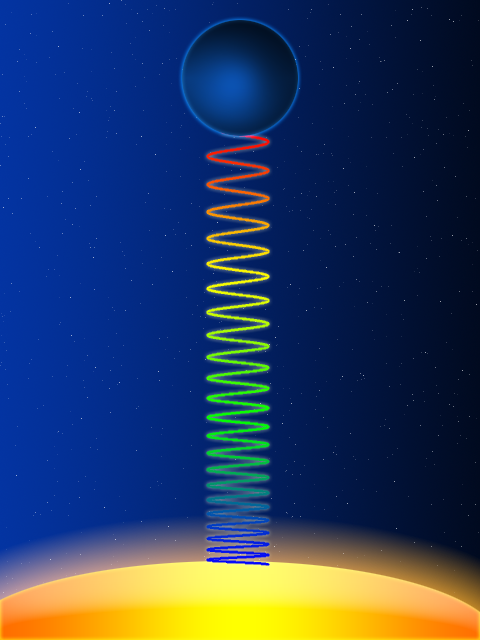
Deplasarea spre roșu gravitațională a unei unde de lumină în timp ce se deplasează în sus împotriva unui câmp gravitațional (cauzat de steaua galbenă de dedesubt).

Einstein a prezis deplasarea spre roșu gravitațională a luminii din principiul echivalenței în 1907 și s-a prezis că acest efect ar putea fi măsurat în liniile spectrale ale unei stele pitice albe, care are un câmp gravitațional foarte ridicat. Încercările inițiale de a măsura deplasarea spre roșu gravitațională a spectrului Sirius-B, au fost făcute de Walter Sydney Adams în 1925, dar rezultatul a fost criticat ca fiind inutilizabil din cauza contaminării de la lumina de la steaua primară (mult mai strălucitoare), Sirius. Prima măsurare precisă a deplasării spre roșu gravitaționale a unei pitice albe a fost făcută de Popper în 1954, măsurând o deplasare spre roșu gravitațională de 21 km/sec la 40 Eridani B.
Deplasarea spre roșu gravitațională a lui Sirius B a fost măsurată în cele din urmă de Greenstein și colab. în 1971, obținând valoarea de 89 ± 19 km/sec, cu măsurători mai precise făcute de către Telescopul Spațial Hubble, care arată 80,4 ± 4,8 km/sec.

### Teste ale relativității restrânse
Teoria generală a relativității încorporează teoria restrânsă a relativității lui Einstein și, prin urmare, testarea relativității restrânse testează și aspecte ale relativității generale. Ca urmare a principiului echivalenței, covarianta Lorentz se păstrează local în sisteme de referință care nu se rotesc, în cădere liberă. Experimentele legate de relativitatea restrânsă a covariantei Lorentz (adică atunci când efectele gravitaționale pot fi neglijate) sunt descrise în testele relativității restrânse.

## Teste moderne
Era modernă a testării relativității generale a fost lansată în mare măsură la impulsul lui Dicke și Schiff, care au stabilit un cadru pentru testarea relativității generale. Ei au subliniat importanța nu numai a testelor clasice, ci și a experimentelor nule, testarea efectelor care, în principiu, pot apărea într-o teorie a gravitației, dar nu apar în relativitatea generală. Alte dezvoltări teoretice importante au inclus crearea de teorii alternative la relativitatea generală, în special, teorii scalar-tensoriale, cum ar fi teoria lui Brans-Dicke; formalismul post-newtonian 
parametrizat în care abaterile de la relativitatea generală pot fi cuantificate; și cadrul principiului echivalenței.
Experimental, noile dezvoltări în explorarea spațiului, electronica și fizica materiei condensate au făcut posibile experimente suplimentare precise, cum ar fi experimentul Pound-Rebka, interferometria cu laser și distribuirea lunară .

### Teste de gravitație post-newtoniene
Testele timpurii ale relativității generale au fost împiedicate de lipsa concurenților viabili față de teorie: nu era clar ce fel de teste o vor distinge de concurenții săi. Relativitatea generală a fost singura teorie relativistă cunoscută a gravitației compatibilă cu relativitatea restrânsă. Aceasta s-a schimbat odată cu introducerea teoriei Brans–Dicke în 1960. Această teorie este probabil mai simplă, deoarece este compatibilă cu o versiune a principiului lui Mach și a ipotezei numerelor mari a lui Dirac, două idei filosofice care au fost influente în istoria relativității. În cele din urmă, acest lucru a dus la dezvoltarea formalismului post-newtonian parametrizat de către Nordtvedt și Will,  care parametrizează, în termeni de zece parametri reglabili, toate plecările posibile de la legea gravitației universale a lui Newton la primul ordin în viteza obiectelor în mișcare (adică la primul ordin în {\displaystyle v/c}, unde v este viteza unui obiect și c este viteza luminii).  Această aproximare permite analizarea sistematică a posibilelor abateri de la relativitatea generală, pentru obiecte cu mișcare lentă în câmpuri gravitaționale slabe. S-a depus mult efort pentru constrângerea parametrilor post-newtonieni, iar abaterile de la relativitatea generală sunt în prezent sever limitate.
Experimentele care testează lentila gravitațională și întârzierea temporală a luminii limitează același parametru post-newtonian, așa-numitul parametru Eddington γ, care este o parametrizare simplă a cantității de deviere a luminii de către o sursă gravitațională. El este egal cu unu pentru relativitatea generală și ia valori diferite în alte teorii (cum ar fi teoria lui Brans-Dicke). Este cel mai bine constrâns dintre cei zece parametri post-newtonieni, dar există și alte experimente concepute pentru a-i constrânge pe ceilalți. Observații precise ale schimbării periheliului lui Mercur constrâng alți parametri, la fel ca testele principiului echivalenței puternice.
Unul dintre obiectivele misiunii BepiColombo către Mercur este testarea teoriei relativității generale prin măsurarea cu exactitate ridicată a parametrilor gamma și beta a formalismului post-newtonian parametrizat. Experimentul face parte din Experimentul științific Radio Mercury Orbiter. Nava spațială a fost lansată în octombrie 2018 și este de așteptat să intre pe orbită în jurul planetei Mercur în decembrie 2025.

### Lentile gravitaționale
Unul dintre cele mai importante teste este lentila gravitațională. S-a observat în surse astrofizice îndepărtate, dar acestea sunt slab controlate și nu este sigur cum acestea constrâng relativitatea generală. Cele mai precise teste sunt analoage experimentului lui Eddington din 1919: se măsoară devierea radiațiilor dintr-o sursă îndepărtată de Soare. Sursele care pot fi analizate cel mai precis sunt surse radio îndepărtate. În special, unii qasari sunt surse radio foarte puternice. Rezoluția direcțională a oricărui telescop este, în principiu, limitată prin difracție; pentru telescoape radio aceasta este și limita practică. O îmbunătățire importantă în obținerea de acuratețe de înaltă poziție (de la mili-arcsecunde la micro-arcseconde) a fost obținută prin combinarea radio telescoapelor de pe Pământ. 

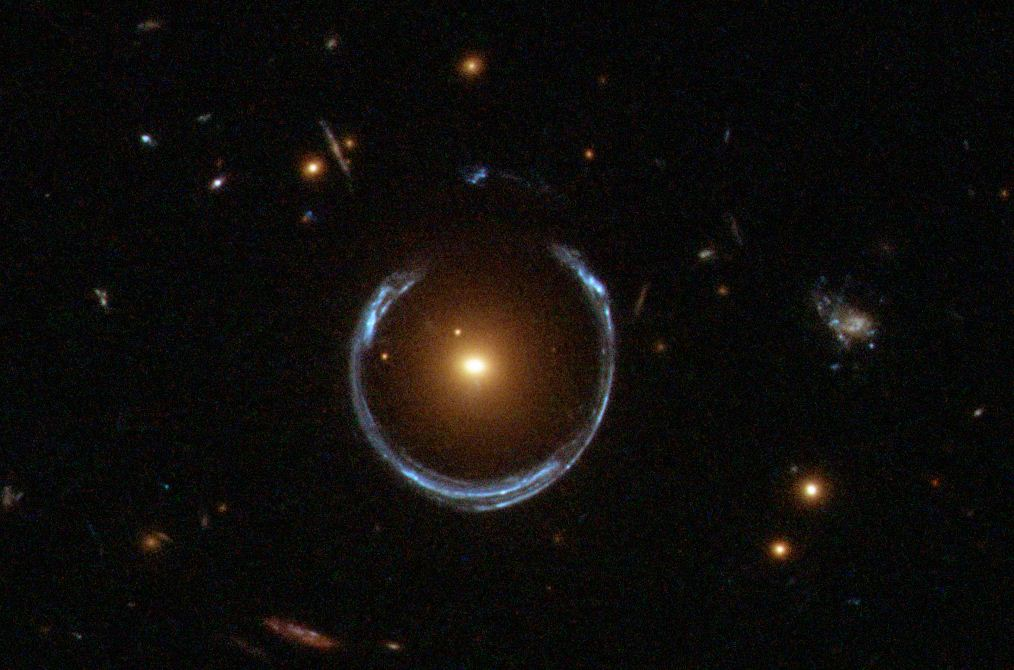
Lentile gravitaționale cunoscute sub numele de potcoava cosmică găsite în constelația Leul

Tehnica se numește interferometrie de bază foarte lungă (VLBI). Cu această tehnică, observațiile radio împerechează informațiile de fază ale semnalului radio observate la telescoape separate pe distanțe mari. Recent, aceste telescoape au măsurat devierea undelor radio de către Soare la o precizie extrem de ridicată, confirmând cantitatea de deviere prevăzută de relativitatea generală până la nivelul de 0,03%. La acest nivel de precizie, efectele sistematice trebuie luate în considerare cu atenție pentru a determina locația precisă a telescoapelor pe Pământ. Unele efecte importante sunt nutația Pământului, rotația, refracția atmosferică, deplasarea tectonică și mareele. Un alt efect important este refracția undelor radio de către coroana solară. Din fericire, acest efect are un spectru caracteristic, în timp ce distorsiunea gravitațională este independentă de lungimea de undă. Astfel, o analiză atentă, folosind măsurători la mai multe frecvențe, poate scădea această sursă de eroare.
Întregul cer este ușor distorsionat din cauza devierii gravitaționale a luminii cauzate de Soare (excepție este direcția anti-Soare). Acest efect a fost observat de Agenția Spațială Europeană prin satelitul astrometric Hipparcos. A măsurat pozițiile a aproximativ 105 stele. În timpul misiunii complete au fost determinate 3,5 × 106 poziții relative, fiecare cu o precizie de tipic 3 miliarcsecunde (precizia pentru o stea cu magnitudine de 8–9). Deoarece deviația gravitațională perpendiculară pe direcția Pământ-Soare este deja de 4,07 miliarde secunde, sunt necesare corecții pentru practic toate stelele. Fără efecte sistematice, eroarea dintr-o observație individuală de 3 miliarcsecunde ar putea fi redusă de rădăcina pătrată a numărului de poziții, ceea ce duce la o precizie de 0,0016 miliarcsecunde. Efectele sistematice, însă, limitează precizia determinării la 0,3% (Froeschlé, 1997).
Lansată în 2013, nava spațială Gaia va efectua un recensământ pentru un miliard de stele din Calea Lactee și va măsura pozițiile până la o precizie de 24 de micro-arcsecunde. Astfel, va oferi noi teste stricte de deviere gravitațională a luminii cauzate de Soare, care a fost prezisă de relativitatea generală.